# Piaggio P.149

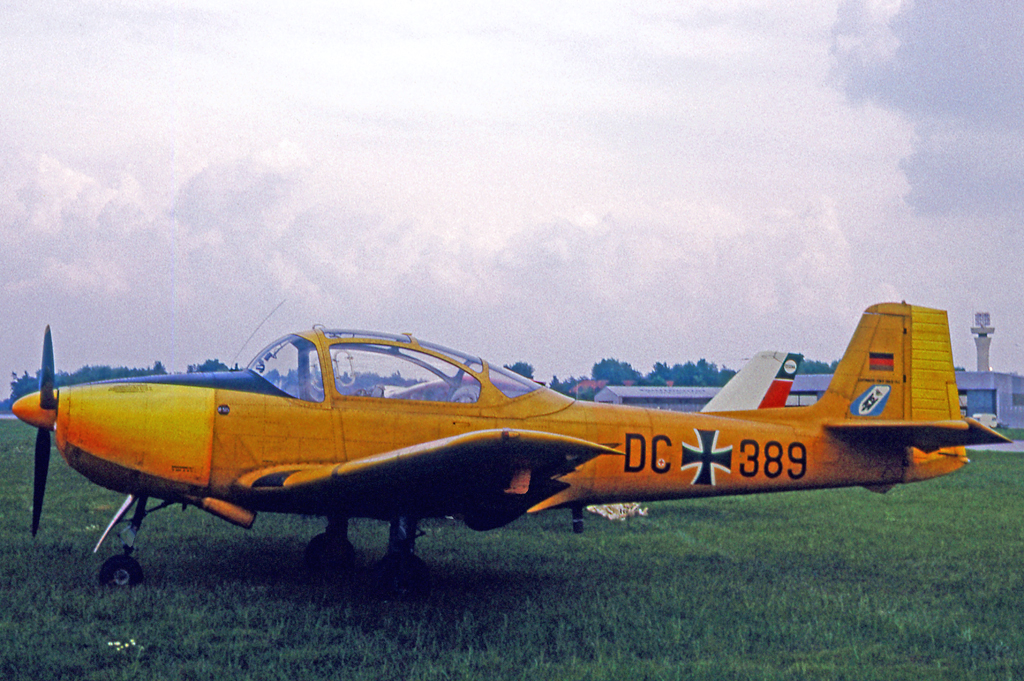
A Força Aérea Alemã construiu o FWP.149D no Aeroporto de Hanover, em 1966

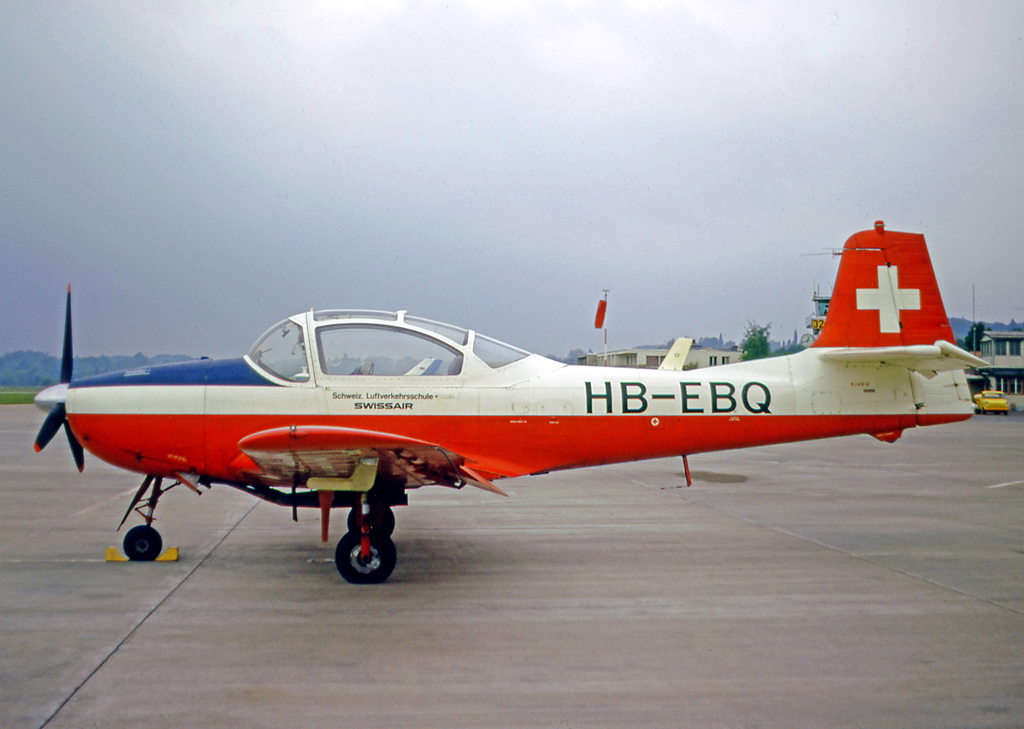
Piaggio P.149E da Escola de Voo da SwissAir no campo de aviação de Bern, em 1973

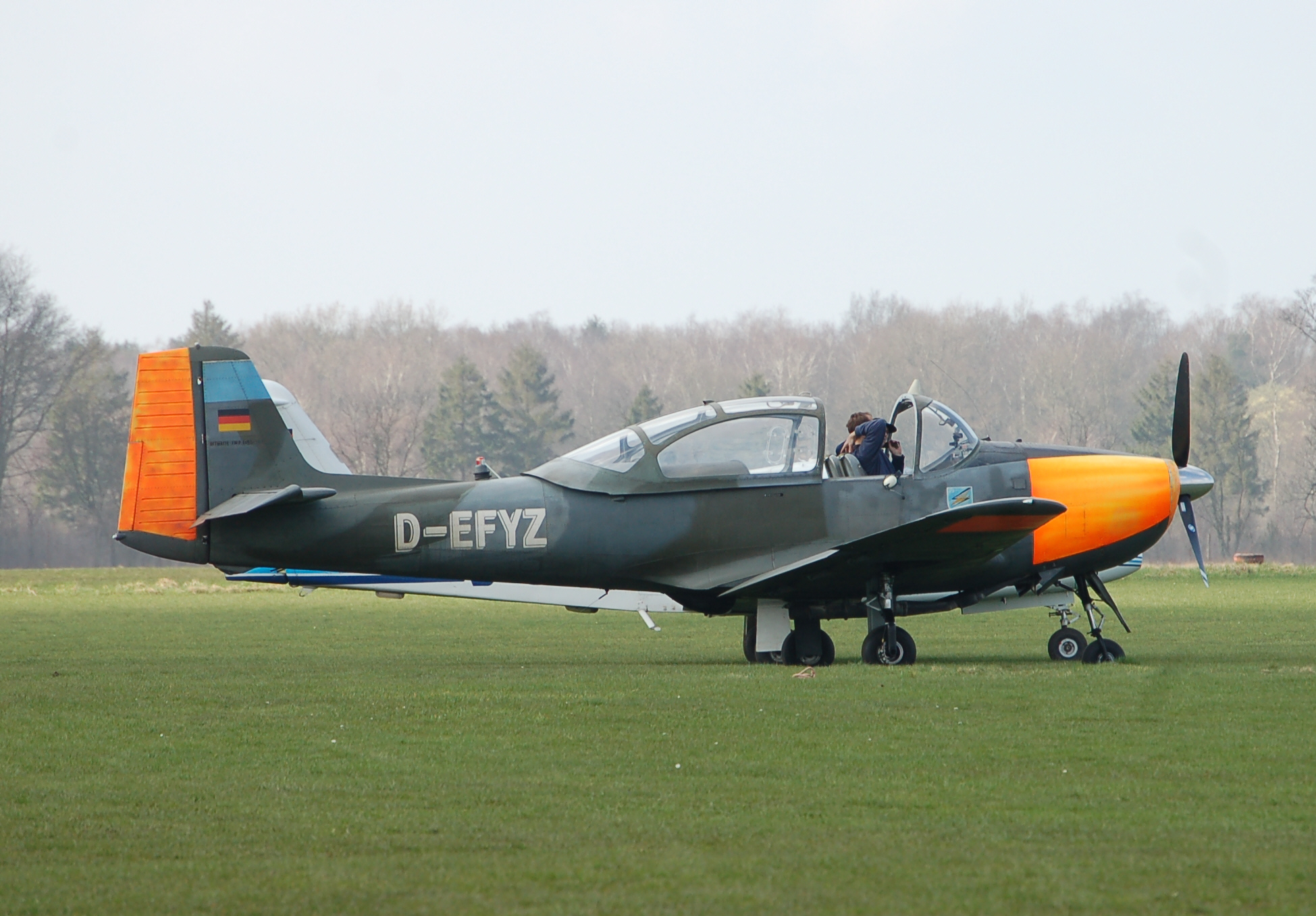
P.149D

O Piaggio P.149 é uma aeronave de recreação e ligação italiana da década de 1950 projectada e construída pela Piaggio. A aeronave foi construída sob licença da Focke-Wulf na Alemanha Ocidental como FWP.149D.

## Histórico operacional
A aeronave foi operada pela Força Aérea Alemã entre 1957 e 1990.
A Escola de Voo da Swissair, com base no campo de aviação de Berna, usava uma pequena frota desta aeronave para fornecer instrução primária para pilotos em formação.

## Operadores
Alemanha
- Força Aérea Alemã[2]
- Marineflieger[3]

 Israel
- Força Aérea Israelense[4]

 Itália
- A Força Aérea Italiana operou dois Piaggio P.149Ds de 1953 até 1955[5]

 Nigéria
- A Força Aérea Nigeriana operou 12 Piaggo P.149D em 1967[6]

 Suíça 
- Escola de Voo da Swissair[1]

 Tanzânia
- Força Aérea da Tanzânia[7]

 Uganda
Força Aérea do Uganda